# Рукшинська волость
Рукшинська волость — адміністративно-територіальна одиниця Хотинського повіту Бессарабської губернії.

## Адміністративно-територіальний поділ
Станом на 1886 рік — складалася з 9 поселень, 8 сільських громад. Населення — 9957 осіб (4111 осіб чоловічої статі та 3846 — жіночої), 1397 дворових господарств.
|                     | Площа, десятин | У тому числі орної, дес. |
| ------------------- | -------------- | ------------------------ |
| Сільських громад    | 4890           | 4127                     |
| Приватної власності | 5497           | 2416                     |
| Казенної власності  | —              | —                        |
| Іншої власності     | 281            | 281                      |
| Загалом             | 10664          | 6824                     |

### Основні поселення волості
- Рукшин — містечко царан[2] при струмкові Бридки за 5 верст від повітового міста, 2004 особи, 402 двори, православна церква. За 2 версти — недіючий винокуренний завод. За 8 верст — єврейський молитовний будинок, винокуренний завод, 2 винних склади, лавка.
- Атаки — село царан при річці Дністер, 607 осіб, 110 двори, православна церква, школа.
- Гордіуці — село царан при річці Дністер, 355 осіб, 62 двори, православна церква.
- Недобоуці — село царан при струмкові Хабинів Яр, 1432 осіб, 304 двори, православна церква.
- Пригородок — село царан при річці Дністер, 635 осіб, 131 двір, православна церква.
- Рошкове — село царан при річці Дністер, 1147 осіб, 228 дворів, православна церква, школа, 2 сукновальні.
- Чепоноси — село царан при струмкові Гуків, 1083 осіб, 127 дворів, православна церква.